# Cetomya
Cetomya is een geslacht van tweekleppigen uit de  familie van de Poromyidae.

## Soorten
- Cetomya albida (Dall, 1886)
- Cetomya bacata Krylova, 2001
- Cetomya butoni (Prashad, 1932)
- Cetomya celsa Krylova, 2001
- Cetomya curta (G.B. Sowerby III, 1904)
- Cetomya elongata (Dall, 1886)
- Cetomya eximia (Pelseneer, 1911)
- Cetomya intermedia (Habe, 1952)
- Cetomya malespinae (Ridewood, 1903)
- Cetomya nataliae Krylova, 2001
- Cetomya neaeroides (Seguenza, 1877)
- Cetomya niasensis (Thiele & Jaeckel, 1931)
- Cetomya orientalis (Thiele & Jaeckel, 1931)
- Cetomya perla (Dall, 1908)
- Cetomya poutiersi Krylova, 2001
- Cetomya scapha (Dall, 1902)
- Cetomya tornata (Jeffreys, 1876)
- Cetomya transversa (Dall, Bartsch & Rehder, 1938)
- Cetomya umbonata (Knudsen, 1982)
- Cetomya voskresenskii Krylova, 2001